# Lac-Supérieur
Lac-Supérieur es un municipio canadiense situado en la provincia de Quebec.

## Superficie
Lac-Supérieur tiene una superficie de 365,98 km².

## Demografía
En 2021, tenía 1972 habitantes, una densidad poblacional de 5,4 hab./km², y 1718 viviendas.